# Vespula yichunensis
Vespula yichunensis är en getingart som beskrevs av Lee 1986. Vespula yichunensis ingår i släktet jordgetingar, och familjen getingar. Inga underarter finns listade i Catalogue of Life.